# Manifestación del 1 de octubre de 1975
La manifestación del 1 de octubre de 1975 fue la última aparición en vida y alocución pública de Francisco Franco. La convocatoria se realizó en la Plaza de Oriente de Madrid como muestra de apoyo al Gobierno, que pasaba una época difícil debido a las críticas recibidas por varios gobiernos extranjeros (incluyendo el retiro de varias representaciones diplomáticas), provocadas por la decisión del Gobierno de fusilar a terroristas de ETA involucrados en el asesinato del presidente del Gobierno, Luis Carrero Blanco, en 1973, pese a que numerosas organizaciones pidieron que esta condena no se llevara a cabo.
La convocatoria fue estimada en unas 700.000 personas por el régimen[cita requerida] y en 1.000.000 por RTVE, aunque El País reduce este número hasta 200.000, basándose en la superficie de la misma plaza.

## Descripción
Durante el discurso Franco se encontraba acompañado de su esposa, Carmen Polo, y de su futuro sucesor, el entonces Príncipe de España, Juan Carlos de Borbón, su esposa Sofía de Grecia, y Carlos Arias Navarro, entre otros. En su discurso el jefe del Estado volvió a mencionar la existencia de una «conspiración masónico-izquierdista de la clase política, en contubernio con la subversión terrorista-comunista en lo social», que conspiraba contra España. Se ha dicho que el breve discurso de Franco resumió su ideario personal y del régimen, con evidente reminiscencia de la retórica manifiestamente fascista del bando sublevado en la guerra civil.
El público presente enarbolaba banderas españolas y pancartas con consignas favorables al Gobierno y a España, así como ofensas para otros países, especialmente contra Suecia, cuyo primer ministro, Olof Palme, era conocido por sus duras críticas y actuaciones contra España. En cierto momento, la multitud empezó a corear: «Al paredón, al paredón». Durante la alocución de Franco parte del público entonó el himno falangista Cara al sol.
Terminada la protesta, un grupo de manifestantes muy exaltados fue hasta la embajada de Portugal en Madrid para protestar por la invasión que sufrió la embajada española en Lisboa días antes, y que fuera condenada por Franco en su discurso. Pero la presencia policial impidió cualquier hecho violento contra la legación portuguesa.
Hay fuentes que sostienen que la exposición de Franco, quien deseaba dar un último discurso al pueblo español, a la fría mañana otoñal de ese día fue uno de los factores que agravaron su salud y provocarían, cincuenta días más tarde, su fallecimiento.[cita requerida]
Este mismo día, 1 de octubre de 1975, se establece oficialmente la organización armada GRAPO (Grupos de Resistencia Antifascista Primero de Octubre), que opuso férrea resistencia contra el franquismo y su herencia.

## Discurso de Franco
Españoles: Gracias por vuestra adhesión y por la serena y viril manifestación pública que me ofrecéis en desagravio a las agresiones de que han sido objeto varias de nuestras representaciones diplomáticas y establecimientos españoles en Europa, que nos demuestran, una vez más, lo que podemos esperar de determinados países corrompidos, que aclara perfectamente su política constante contra nuestros intereses. No es la más importante, aunque se presenta en su apariencia, el asalto y destrucción de nuestra Embajada en Portugal, realizada en un estado de anarquía y de caos en que se debate la nación hermana, y que nadie más interesado que nosotros en que pueda ser restablecido en ellos el orden y la autoridad. Todo obedece a una conspiración masónica izquierdista en la clase política en contubernio con la subversión comunista-terrorista en lo social, que si a nosotros nos honra, a ellos les envilece. Estas manifestaciones demuestran, por otra parte, que el pueblo español no es un pueblo muerto, al que se le engaña. Está despierto y vela sus razones y confía que la valía de las fuerzas guardadoras del Orden Público, y suprema garantía de la unidad de las Fuerzas de Tierra, Mar y Aire, respaldando la voluntad de la Nación, permiten al pueblo español descansar tranquilo. Evidentemente, el ser español ha vuelto a ser hoy algo en el mundo. ¡Arriba España!